# Le faux Henry

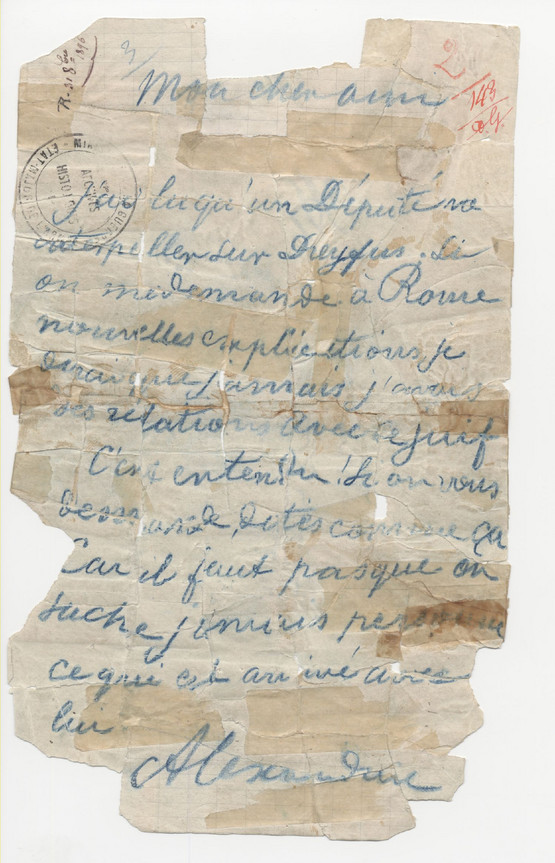
Le faux Henry

Als Le faux Henry (deutsch „die Fälschung Henry“, auch die „Henry-Fälschung“ genannt) wird ein von dem französischen Major Hubert Henry gefälschter Brief im Rahmen der Dreyfus-Affäre genannt, der die Rechtmäßigkeit der Verurteilung des Artillerie-Hauptmanns Alfred Dreyfus wegen Landesverrats belegen sollte. Er wurde von Major Henry entweder am 30. Oktober oder am 1. November 1896 gefälscht, als die Verwendung rechtswidriger Beweise in dem Prozess gegen Hauptmann Dreyfus in der französischen Presse bereits thematisiert wurde und einzelne Personen im Generalstab wussten, dass das wichtigste Beweisstück, das sogenannte Bordereau, nicht von Alfred Dreyfus, sondern von dem französischen Major Ferdinand Walsin-Esterházy verfasst worden war.
Neben dem Le petit bleu und dem Esperanza-Brief war Le faux Henry eine der wesentlichen Unterlagen, die später zur Aufklärung der Dreyfus-Affäre beitrugen.

## Hintergrund
Im September 1894 stahl die dafür vom französischen Nachrichtendienst bezahlte Putzfrau Marie Bastian aus dem Papierkorb des deutschen Militärattachés Maximilian von Schwartzkoppen einen nicht unterzeichneten Brief, das sogenannte Bordereau, bei dem es sich offenbar um ein Begleitschreiben zu einer Sendung von fünf geheimen militärischen Dokumenten handelte, die der Militärattaché erhalten hatte. Die verkauften Dokumente stellten keine wesentlichen militärischen Geheimnisse dar, sie waren aber Indiz, dass der deutsche Nachrichtendienst über einen Informanten im französischen Generalstab verfügte. Verdächtigt wurde sehr schnell der Hauptmann Alfred Dreyfus. Der Verdacht beruhte allein auf einer scheinbaren Ähnlichkeit der Handschrift von Dreyfus mit der des Bordereau. Dreyfus wurde innerhalb weniger Wochen von einem Kriegsgericht verurteilt, der Prozess gegen den Hauptmann jüdischen Glaubens war begleitet von antisemitischen Hetztiraden in Teilen der französischen Presse. Die Pressereaktionen machten deutlich, dass im Falle eines Freispruchs die Öffentlichkeit dem französischen Kriegsminister Auguste Mercier ein Nachgeben gegenüber einem „jüdischen Syndikat“ vorwerfen würde.
Da die Beweise sehr dünn waren und Dreyfus keine Motive für eine solche Spionage hatte, war bereits in diesem Prozess dem urteilenden Richter und den beisitzenden Offizieren ein Geheimdossier zugänglich gemacht worden, das Dreyfus’ Schuld durch aus dem Zusammenhang gerissene Dokumente belegen sollte und das ebenfalls erste Fälschungen enthielt, an denen Major Hubert Henry beteiligt war. Das Geheimdossier wurde der Verteidigung von Dreyfus nicht zugänglich gemacht, was den Prozess rechtswidrig machte.
Im Verlauf des Sommers 1896 wurde Major Marie-Georges Picquart – dem neuen Chef des Deuxième Bureau, eines der beiden Bereiche des französischen Nachrichtendienstes – zunehmend bewusster, dass Alfred Dreyfus zu Unrecht verurteilt worden war. Picquart fand zunächst Indizien, dass auch nach Dreyfus’ Verhaftung ein Informant dem deutschen Militärattaché militärische Geheimnisse lieferte, und entdeckte schließlich, dass die Handschrift des Bordereau identisch mit der des hoch verschuldeten französischen Majors Ferdinand Walsin-Esterhazy war. Picquart teilte dies erst mündlich und dann schriftlich seinen beiden Vorgesetzten, Generalstabschef Raoul Le Mouton de Boisdeffre und General Charles Arthur Gonse, mit. Insbesondere General Gonse bestand jedoch darauf, dass Picquart die Fälle Esterhazy und Dreyfus als getrennte Angelegenheiten zu behandeln habe. Picquart legte General Gonse zwar nahe, möglichst schnell zu agieren und Esterhazy verhaften zu lassen, um Schaden vom Generalstab abzuwenden. In einer Besprechung mit Gonse am 15. September 1896, über die allerdings nur Aufzeichnungen von Picquart vorliegen, stellte Gonse gegenüber Picquart klar, dass er bereit sei, die Verurteilung eines Unschuldigen hinzunehmen, um den Ruf des ehemaligen Kriegsministers Auguste Mercier und den des Militärgouverneurs von Paris, General Félix Saussier, zu schonen, die beide wesentlich den Prozess gegen Dreyfus vorangetrieben hatten. Gonse gab Picquart auch zu verstehen, dass sein Schweigen wesentlich sei, um diese Angelegenheit zu vertuschen.

## Die Fälschung des Majors Henry

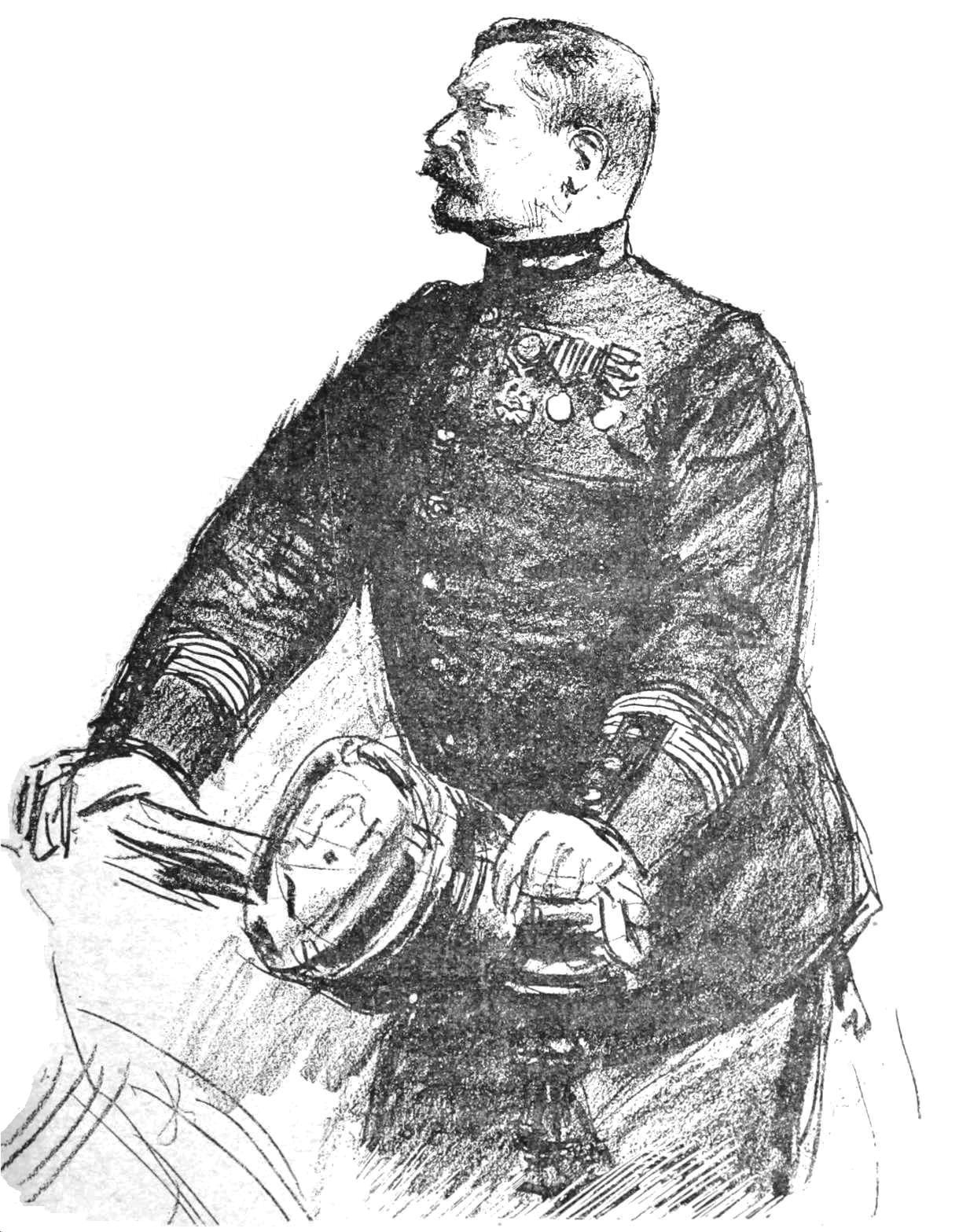
Oberstleutnant Joseph Hubert Henry

Picquart hatte zunächst befehlsgemäß über seine Vermutungen in Bezug auf Esterhazy geschwiegen. In der zunehmenden Zuspitzung der Affäre Dreyfus hielt der Kreis um General Gonse Picquart vermutlich aber für das schwächste Glied in ihrer Verteidigungskette. Gonse befahl ihm am 27. Oktober, sich auf eine Inspektionsreise durch die französische Provinz zu begeben. Major Hubert Henry sah in Picquarts Abwesenheit vor allem die Gelegenheit, sich gegenüber dem Generalstab als Nachfolger Picquarts zu empfehlen. Entweder am 30. Oktober oder am 1. November 1896 verschaffte er sich einen Brief des italienischen Militärattachés, Major Alessandro Panizzardi, an Schwartzkoppen, datierte dieses bislang datumslose Schreiben auf den 14. Juni 1894 und fügte zwischen Anrede und Unterschrift einen anderen Text ein, in dem Dreyfus namentlich genannt und angedeutet wurde, dass Dreyfus Informationen an sie verkauft habe. Ruth Harris bezeichnet Major Henrys Fälschungsversuch als nahezu grotesk amateurhaft. Henrys Handschrift unterschied sich nicht nur deutlich von der Panizzardis, die heute als faux Henry bezeichnete Fälschung war außerdem aus zwei verschiedenen Papiersorten zusammengeklebt, was bei näherer Betrachtung auffallen musste. Henry lieferte dieses Dokument jedoch am 2. November an General Gonse, der gemeinsam mit General Boisdeffre kurz darauf den Kriegsminister über Henrys neue „Entdeckung“ informierte.
Die Verwendung eines Geheimdossiers und damit die Rechtswidrigkeit des Prozesses wurde bereits 1897 in der Presse diskutiert. Lucie Dreyfus stellte daher mehrere Anträge auf Wiederaufnahme des Prozesses. Entgegenkommen fand sie erst nach mehreren Regierungswechseln. Der neue Kriegsminister Godefroy Cavaignac ließ die Beweise von seinen Mitarbeitern erneut prüfen. Den beiden untersuchenden Offizieren fiel dabei sehr schnell auf, dass Le faux Henry aus zwei verschiedenen Papiersorten besteht. Cavaignac befragte dazu Major Hubert Henry im Beisein von General de Boisdeffre und General Armand du Paty de Clam, die beide gleichfalls in die Affäre verwickelt waren. Henry gab nach anfänglichem Leugnen unter dem Druck der Befragung seine Fälschung zu. Er wurde daraufhin verhaftet und in das Militärgefängnis Mont Valérien gebracht. Dort beging er am 31. August 1898 Selbstmord, in dem er sich mit einem Rasiermesser die Kehle durchschnitt. Cavaignac und Boisdeffre traten daraufhin beide von ihren Ämtern zurück.
Der Fall Dreyfus wurde 1899 erneut vor einem Kriegsgericht verhandelt. Dreyfus wurde erneut schuldig gesprochen, seine Haftstrafe aber auf zehn Jahre Festungshaft reduziert. Kurz darauf begnadigte ihn die Regierung Waldeck-Rousseau. Erst am 12. Juli 1906 hob der Kassationsgerichtshof das Urteil gegen Dreyfus auf und rehabilitierte ihn vollständig. Dreyfus wurde wieder in die Armee aufgenommen, zum Major befördert und darüber hinaus zum Ritter der Ehrenlegion ernannt. Picquart, der zwischenzeitlich wegen Verrats von Dienstgeheimnissen aus der Armee entlassen und inhaftiert worden war, kehrte im Rang eines Brigadegenerals in die Armee zurück.

## Einzelbelege
1. ↑  Harris, S. 79
2. ↑  Harris, S. 79–80
3. ↑  Kotowski et al., S. 38
4. 1 2  Harris, S. 80
5. ↑  Harris, S. 81